# The Residences at Greenbelt - San Lorenzo Tower
La San Lorenzo Tower est un gratte-ciel de 204 mètres construit en 2009 à Makati aux Philippines. Il appartient au complexe The Residences at Greenbelt.